# Happy Feet 2
Happy Feet 2 är en amerikansk animerad familjefilm från 2011, regisserad av George Miller. Filmen är uppföljaren till filmen Happy Feet från 2006. Filmen hade biopremiär den 18 november 2011 i USA och den 9 december i Sverige.

## Handling
I det kalla Antarktis får den steppdansande pingvinhjälten Mummel ett problem – hans son Erik har koreografifobi och har Den Mäktiga Sven, en pingvin som kan flyga, som sin största idol och förebild. Men Erik får lära sig om sin fars hjältemod när denne samlar hela Antarktis djurbefolkning, från små krill till gigantiska elefantsälar för att rädda deras värld från en säker undergång.

## Rollista

### Engelska röster
- Elijah Wood - Mummel
- Ava Acres - Erik (sångröst av Elizabeth Daily)
- Robin Williams - Ramón och Lo
- P!nk - Gloria
- Hank Azaria - Den Mäktiga Sven[1]
- Brad Pitt - Will[2]
- Matt Damon - Bill[2]
- Meibh Campbell - Boadica (sångröst av Elizabeth Daily)
- Lil P-Nut - Adrian
- Carlos Alazraqui - Nestor
- Johnny A. Sanchez - Lombardo
- Lombardo Boyar - Raul
- Jeffrey Garcia - Rinaldo
- Magda Szubanski - Viola
- Sofía Vergara - Carmen[3]
- Anthony LaPaglia - Alpha Skua[4]
- Michael Cornacchia - Frankie
- Danny Mann - Dino och Brokebeak
- Gabe Newell - Späckhuggare
- Hugo Weaving - Noah[5]
- Richard Carter - Bryan
- Common - Seymour
- Mason Vale Cotton - Bo

### Svenska röster
- Oskar Nilsson - Mummel
- Leon Pålsson Sälling - Erik
- Anna Sahlin - Gloria
- Denise Perning - Lo
- Simon Iversen Sannemark - Adrian
- Figge Norling - Den Mäktiga Sven
- Kim Sulocki - Bill
- Fredrik Hiller - Will
- Pablo Cepeda - Ramón
- Anna Book - Carmen
- Adam Fietz - Manfred
- Jan Åström - Brian
- Göran Engman - Noah
- Magnum Coltrane Price - Sigmund
- Susanne Barklund - Viola
- Magnus Rongedal - Lombardo
- Jakob Stadell - Memphis
- Myrra Malmberg - Marianne
- Ole Ornered - Nestor
- Lars-Göran Persson - Raul
- Göran Gillinger - Rinaldo